# Stadio Slavia
Lo stadio Slavia (in bulgaro Стадион „Славия“?) è uno stadio situato nel distretto di Ovča Kupel della città di Sofia, in Bulgaria. 
È lo stadio di casa dello Slavia Sofia, squadra di calcio, e con una capacità di 25 556 posti è tra i più grandi della Bulgaria.